# Règles du judo

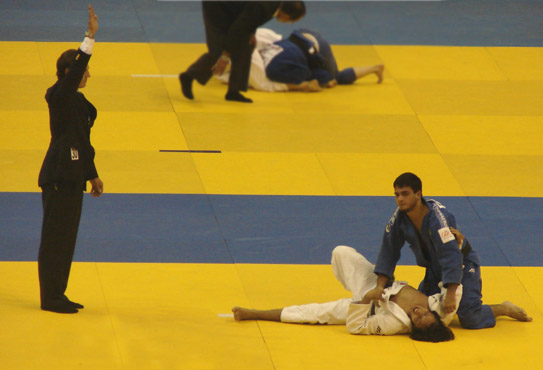
L'arbitre lève la main pour signaler une victoire par ippon.

Les règles du judo sont fixées par la Fédération internationale de judo. Ces règles évoluent et sont mises en application au sein des différents pays ou le sport est pratiqué par les fédérations nationales (comme la FFJ en France). Lors d'un combat de judo, l'objectif principal est de marquer un Ippon qui accorde une victoire immédiate. Il peut être obtenu sur une projection réussie, à la suite d'une immobilisation de 20 secondes ou via un abandon de l'adversaire faisant suite à une strangulation ou luxation réussie. Un combattant obtient un waza-ari quand une projection n'est pas parfaite ou qu'une immobilisation dure plus de 10 mais moins de 20 secondes. Deux waza-ari accordent la victoire en combat. En compétition, les combattants sont séparés par âge et catégories de poids.

## Déroulement du combat
Juste avant de commencer le combat proprement dit, les deux combattants saluent une première fois le tapis en montant dessus, puis ils rentrent (avant en passant derrière les juges), pour aller se positionner face à face au centre du côté de la zone de combat.
De là, ils attendent le signal de l'arbitre, qui fera signe en rapprochant ses bras tendus en face de lui. Ils saluent alors une première fois la surface de combat (ce salut n'est plus obligatoire depuis 2004 pour les compétitions, mais il a été maintenu pour les « démonstrations »), puis lorsqu'ils sont à distance de combat, soit environ trois mètres, ils se saluent mutuellement, font un pas en avant, pied gauche d'abord, et attendent le signal de départ « hajime » (« commencez »).
Lorsque l'arbitre a donné le signal de fin et désigné le vainqueur (en avançant d'un pas, désignant le vainqueur et en levant la main en présentant ce même judoka), les deux combattants sortent en effectuant l'inverse de l'entrée : ils se saluent, peuvent saluer l'arbitre, peuvent se serrer la main, puis reculent hors de la zone de combat et y saluent le tapis à leur sortie.

### Vainqueur
Le but dans un combat de judo est la recherche du ippon, accordant une victoire immédiate à la suite d'une technique efficace. En judo debout, cela se traduit selon quatre critères : chute largement sur le dos avec force, vitesse et contrôle. Lorsque le même combattant marque deux waza-ari (accordé lorsque l'un des critères du Ippon est manquant), il gagne par waza-ari awasete ippon (waza-ari combiné donne ippon).
Le ippon peut également être accordé à la suite d'un abandon de l'adversaire à la suite d'une strangulation ou luxation efficace ou à la suite d'une immobilisation maintenue durant 20 secondes. Un waza-ari peut également être obtenu pour une immobilisation de 10 à 20 secondes.
Si aucun des combattants ne marque de ippon ou ne parvient à marquer deux waza-ari, le combat est arrêté au bout de 4 minutes.

## Règles de combat debout (Nage-waza)
Le Nage-Waza correspond à l'ensemble des techniques de judo s'effectuant debout.

Démonstration d'un Morote-Seoi-Nage réussi, les quatre critères (force, vitesse, contrôle, projection sur le dos) sont réunis. En combat, une projection réussie accorde la victoire par Ippon.

Le Ippon (ichi hon, « une barre », « un point ») est accordé à la suite d'une projection avec impact sur le dos avec force, vitesse et contrôle. Il donne une victoire immédiate.
Le Waza-ari (« il y a technique ») est accordé quand il manque l'un des quatre éléments du ippon (impact sur le dos, force, vitesse et contrôle). Il correspond généralement à une projection avec impact sur le dos mais où la force et la vitesse de la projection sont insuffisants. Il peut aussi être donné à la suite d'une chute sur les fesses ou le bas du dos, suivie immédiatement d'un contact des épaules au tapis mais aussi si le judoka tombe violemment sur une épaule.
Le Kinza désigne un avantage qui n'est pas comptabilisé, ni annoncé, mais doit être pris en compte par l'arbitre pour départager les combattants en cas d'égalité. Il correspond à une attaque franche, suivie ou non d'une chute de l'adversaire sur le ventre ou les genoux (ou à un ancien « Koka »). Il est rarement prononcé en compétition.

## Règles de combat au sol (Ne-waza)
Le Ne waza  correspond à l'ensemble du travail au sol du judoka.

### Immobilisations

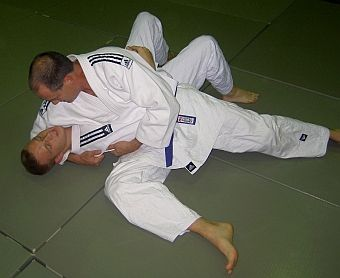
Démonstration de Hon-Kesa-Gatame, si l'immobilisation est maintenue 20 secondes, c'est une victoire par Ippon.

Un avantage est donné en combat au sol après une immobilisation de l'adversaire. Pour ce faire, il faut qu'au moins une des deux épaules de l'adversaire touche le tapis et que le contrôle se fasse, le buste tourné vers le tapis. L'arbitre annonce alors Osae-komi en avançant le bras tendu et un pied avancé en direction des combattants, la « table » actionne alors le chronomètre d'immobilisation. On juge que l'adversaire a réussi à sortir de l'immobilisation quand sa sortie est totale : soit il est sur le ventre (les deux épaules tournées vers le tapis), soit il a renversé complètement son adversaire, soit il avorte le contrôle adverse en enveloppant la jambe ou le buste de son adversaire avec ses jambes. L'arbitre dit alors Toketa en agitant latéralement le bras tendu en direction des combattants. On arrête alors le chronomètre et on relève le nombre de secondes qu'il indique. Pendant ce temps, le combat continue jusqu'à ce que l'arbitre donne le signal d'arrêt matte, quand il n'y a plus de suite technique intéressante. Les avantages sont donnés selon le temps d'immobilisation :

#### Règles jusqu'en 2013
- Yuko : de 15 secondes à 19 secondes ;
- Waza-ari : de 20 secondes à 24 secondes ;
- Ippon : 25 secondes.

#### De 2013 à 2017
- Yuko : de 10 à 14 secondes;
- Waza-ari : de 15 à 19 secondes ;
- Ippon : 20 secondes.

#### De 2017 à 2024
- Waza-Ari : de 10 à 19 secondes[2];
- Ippon : 20 secondes.

#### À partir de 2025
- Yuko : de 5 à 9 secondes
- Waza-Ari : de 10 à 19 secondes;
- Ippon : 20 secondes.

### Clés (luxations) et étranglements (strangulations)

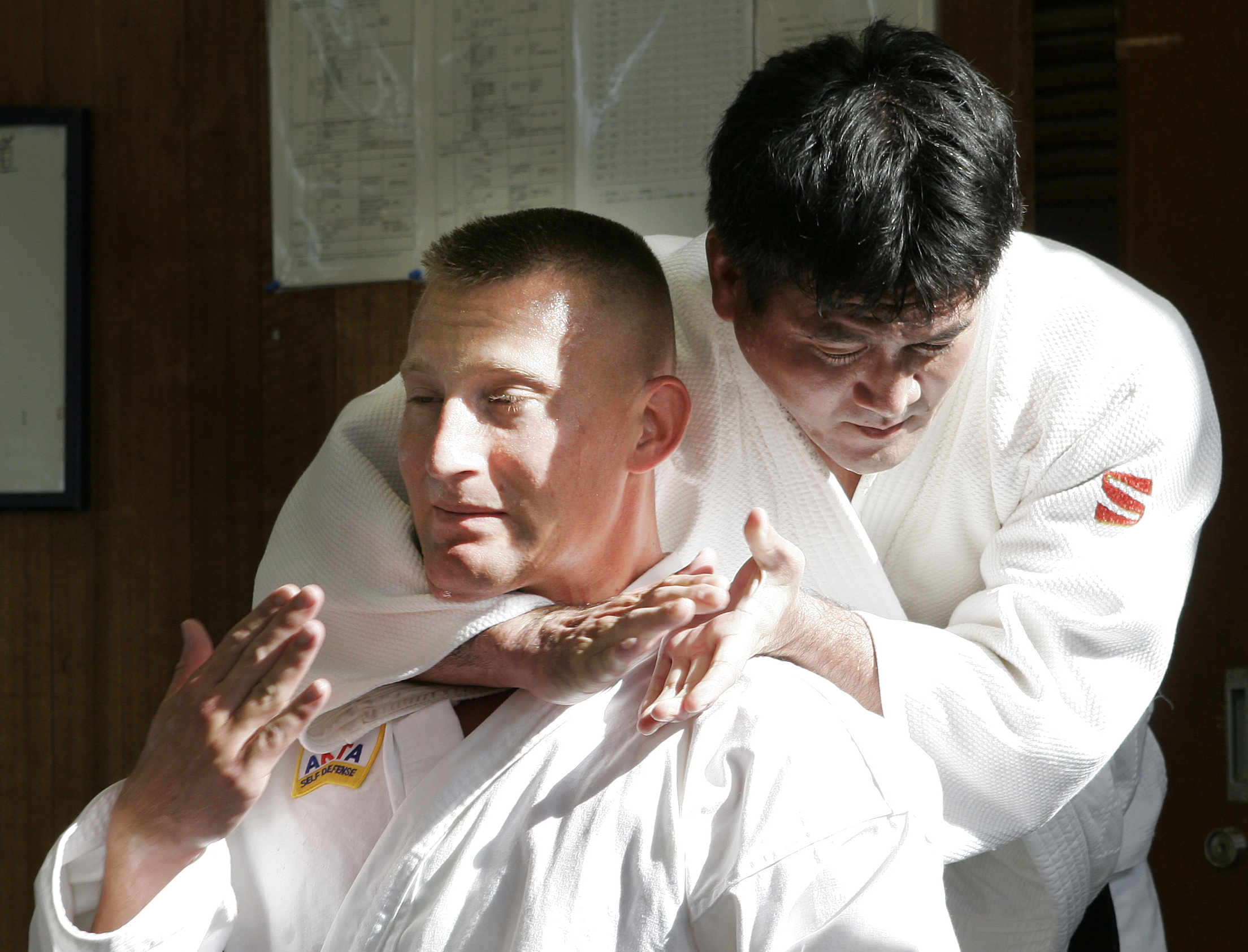
Démonstration d'une technique d'étranglement (strangulation) arrière. Un combattant subissant une strangulation ou luxation réussie frappe pour abandonner le combat accordant un Ippon à son adversaire.

La victoire (par ippon) est donnée à la suite d'un abandon de l'adversaire ou du jugement de l'arbitre afin de préserver l'intégrité physique du combattant qui se refuserait à abandonner. En combat au sol, ce type de finalisation est très fréquemment provoqué par un étranglement ou une clé au coude (la seule autorisée en judo). Pour ce faire, dans le cadre le plus simple, le combattant frappe trois brèves fois sur son adversaire ou sur le tapis avec la main, le pied si ses mains sont indisponibles mais, frapper une fois ou crier peut pousser l'arbitre à mettre fin au combat. Les étranglements et les clés de bras sont autorisés dans la limite des techniques du judo et sont interdits en catégories U9, U11 et U13 (moins de 9 ans, moins de 11 ans et moins de 13 ans).

## Organisation des compétitions
Pendant une compétition un tableau est établi par catégorie de poids allant en moyenne de moins de 60 à plus de 100 kilogrammes (les catégories précises dépendent de l'âge et du sexe).
Des tableaux de rencontres sont constitués en fonction du nombre de participants, soit par rencontre de poule de sept judokas au maximum où tous se rencontrent (ronde ou système « round robin ») soit par élimination directe (moins fréquent).
Des repêchages sont aussi présents pour les judokas éliminés en quarts de finale et demi-finales pour l'attribution des deux troisièmes places.

### Catégories d'âges
| En France (depuis septembre 2019) | En France (depuis septembre 2019) | Au niveau international (depuis 2017) | Au niveau international (depuis 2017) |
| --------------------------------- | --------------------------------- | ------------------------------------- | ------------------------------------- |
| motri-judo ou baby-judo           | 3 ans                             |                                       |                                       |
| éveil-judo                        | 4-5 ans                           |                                       |                                       |
| mini-poussins                     | 6-7 ans                           | U7 - mini-poussins                    | 6-7 ans                               |
| poussins                          | 8-9 ans                           | U9 - poussins                         | 8-9 ans                               |
| benjamins                         | 10-11 ans                         | U11 - benjamins                       | 10-11 ans                             |
| minimes                           | 12-13 ans                         | U13 - minimes                         | 12-13 ans                             |
| Cadets                            | 14-16 ans                         | U15 - cadets                          | 14-16 ans                             |
| Juniors                           | 17-19 ans                         | U18 - juniors                         | 17-19 ans                             |
| Seniors                           | 20-30 ans                         | Seniors                               | 20 ans et plus                        |
| Vétérans                          | 30 ans et plus                    |                                       |                                       |

### Catégories de poids
À la création de cet art martial moderne, il n'existait pas de catégorie de poids. Aujourd'hui, lors des compétitions officielles, les judokas sont répartis en fonction de leurs masses: les combats se font entre judokas d'une même catégorie et un classement final est obtenu pour chaque catégorie.

#### Début des catégories avant les années 1960
Avant les années 1960, les catégories de poids étaient généralement divisées en « légers », « moyens » et « lourds » et les compétitions uniquement masculines:
- hommes : - 68 kg (légers), - 80 kg (moyens), + 80 kg (lourd).

#### Changement en 1965
En 1965, deux nouvelles catégories sont ajoutées : mi moyen et mi lourds.
- hommes : - 63 kg (légers), - 70 kg (mi-moyens), -80 kg (moyens), - 93 kg (mi-lourds), + 93 kg (lourds).

#### Changement en 1973
En 1973, les règles évoluent pour diminuer les fourchettes de poids et inclure les femmes:
- hommes : - 60 kg, - 65 kg, - 71 kg, - 78 kg, - 86 kg, - 95 kg, + 95 kg.
- femmes : - 48 kg, - 52 kg, - 56 kg, - 61 kg, - 66 kg, - 72 kg, + 72 kg.

#### Règles actuelles
7 catégories masculines et 7 catégories féminines existent dans la catégorie « élite » (1re division) :
- hommes : - 60 kg, - 66 kg, - 73 kg, - 81 kg, - 90 kg, - 100 kg, + 100 kg.
- femmes : - 48 kg, - 52 kg, - 57 kg, - 63 kg, - 70 kg, - 78 kg, + 78 kg.

Les catégories de poids par âges sont les suivantes :
| En juniors (17-19 ans)      | Hommes | -55kg | -60kg | -66kg | -73kg | -81kg | -90kg | -100kg | +100kg |       |       |
| En juniors (17-19 ans)      | Femmes | -44kg | -48kg | -52kg | -57kg | -63kg | -70kg | -78kg  | +78kg  |       |       |
| En cadet(e)s (14-16 ans)    | Hommes | -46kg | -50kg | -55kg | -60kg | -66kg | -73kg | -81kg  | -90kg  | +90kg |       |
| En cadet(e)s (14-16 ans)    | Femmes | -40kg | -44kg | -48kg | -52kg | -57kg | -63kg | -70kg  | +70kg  |       |       |
| En minimes (12-13 ans)      | Hommes | -34kg | -38kg | -42kg | -46kg | -50kg | -55kg | -60kg  | -66kg  | -73kg | +73kg |
| En minimes (12-13 ans)      | Femmes | -36kg | -40kg | -44kg | -48kg | -52kg | -57kg | -63kg  | -70kg  | +70kg |       |
| En benjamin(e)s (10-11 ans) | Hommes | -30kg | -34kg | -38kg | -42kg | -46kg | -50kg | -55kg  | -60kg  | -66kg | +66kg |
| En benjamin(e)s (10-11 ans) | Femmes | -32kg | -36kg | -40kg | -44kg | -48kg | -52kg | -57kg  | -63kg  | +63kg |       |

## Arbitrage
Les arbitres sont habillés de façon spécifique : pantalon de costume, veste ou chemise avec scratch pour accrocher les écussons officiels.
Les arbitres en judo ont pour mission :
- d'accorder les avantages ou la victoire aux combattants à la suite de techniques partiellement ou totalement réussies ;
- de maintenir l'intérêt du combat et d'assurer la sécurité des combattants en arrêtant et en faisant reprendre le combat lorsque c'est nécessaire ;
- d'informer les combattants et la table (et si possible les spectateurs) du déroulement du combat, par exemple lorsqu'il y a début d'immobilisation ;
- de faire respecter les règles et d'appliquer les sanctions appropriées si nécessaire.

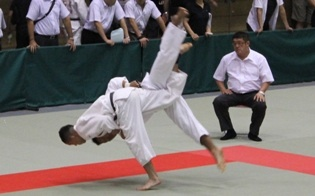
Deux juges sont en général placés dans des angles opposés de la surface de combat, un troisième arbitre est debout.

Dans les compétitions officielles, trois arbitres assurent l'arbitrage d'un combat : un arbitre en position debout qui se déplace avec les combattants, et deux juges qui se trouvent assis à la table de marque. L'arbitre central prend les décisions en donnant la décision de la majorité. Le rôle des juges de table est de donner leur avis en cas de désaccord avec la décision de l'arbitre central. Pour cela, ils utilisent les mêmes gestes d'arbitrage que l'arbitre central. Lorsqu'un seul des deux juges de table donne son avis, il doit ou non modifier sa décision selon que ce soit en accord avec la majorité. Si les deux juges de table sont d'accord contre l'avis de l'arbitre central, celui-ci doit modifier sa décision. Dans les autres cas, l'arbitre central a toujours la possibilité de revenir sur sa décision, s'il pense s'être trompé. Les juges de table disposent de la vidéo, elle leur permet de vérifier la valeur d'un impact s'ils ont un doute sur l'avantage accordé par l'arbitre central ou pour une réclamation venant d'un coach.
- Un seul arbitre sur la surface de travail. On distingue l'arbitrage du combat dans les phases de tachi waza (combat debout) et de ne waza (combat au sol), les techniques employées n'étant pas les mêmes.

## Surface de combat

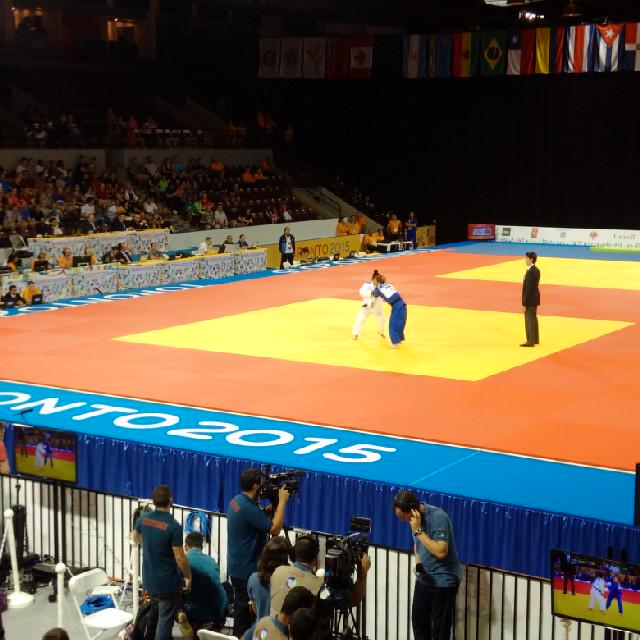
Surfaces de combat au Pan-american games de 2015

La surface de combat est un carré dont le côté mesure 4 à 10 mètres. Une distance de sécurité autour de la surface  est prévue : 50 cm pour les panneaux publicitaires, de 1 à 4 mètres entre deux zones de combat, de 1 à 3 mètres avec les endroits n'étant pas recouvert de tatamis (tapis de chute).

## Termes d'arbitrage

Gestes d'arbitrage
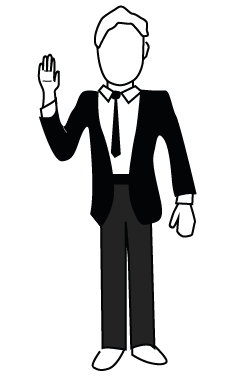
Koka. (disparu en 2008)
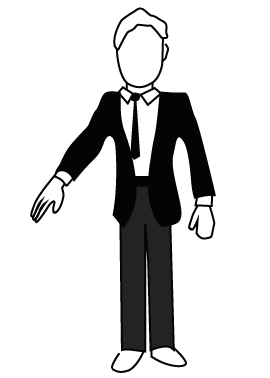
Yuko. (disparu en 2017)
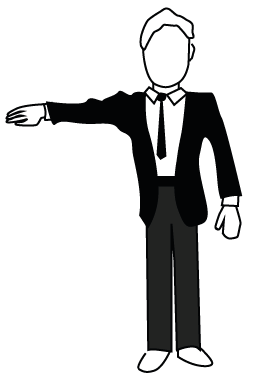
Waza-ari.
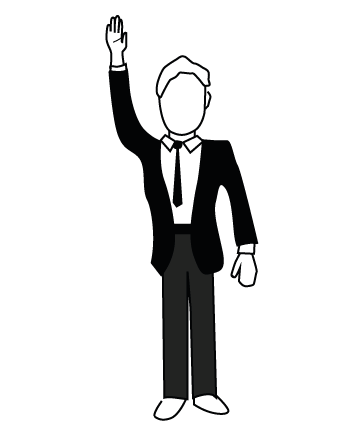
Ippon.

Pour se faire comprendre, l'arbitre utilise des termes d'arbitrage précis souvent accompagnés d'un geste, afin d'être compris de loin dans un environnement bruyant. Voici une liste des termes d'arbitrage employés en compétition et leur signification :

### Termes génériques
- Hajime (les mains le long du corps) : « commencez » début du combat
- Mate (bras tendu vers les commissaires sportifs, paume face à la table) : pause dans le combat
- Soremade : fin du combat
- Hiki-wake : égalité
- Sonomama (en touchant les deux combattants) : ne bougez plus (lorsque l'arbitre veut vérifier quelque chose sans modifier l'issue du combat ou replacer un combattant en immobilisation)
- Yoshi (en touchant brièvement les deux combattants) : reprenez le combat (après sonomama)
- Hantei : décision des juges

### Avantages et critères d'attribution
- Kinza : n’est pas « ouvertement comptabilisé » par l'arbitre, mais est gardé en tête par ce dernier jusqu'à la fin du combat, et, en cas d'égalité, permet de désigner un vainqueur. Parfois en cas d'égalité, même si aucun combattant n'a chuté, si l'un des deux combattants a entrepris beaucoup plus d'attaques que l'autre, en prenant beaucoup plus de risque que l'autre, il peut être désigné vainqueur par l'arbitre.
- Koka (3 points), disparu des compétitions depuis 2009, il désignait une chute, sur la partie arrière du corps, sans qu'aucune épaule ne touche à terre, mais avec vitesse, force et contrôle. Dans le cas général, une chute sur les fesses entraînait un koka. Depuis sa disparition, il est devenu un kinza.
- Yuko (5 points), disparu des compétitions depuis 2017, il désignait une chute sur le côté mais plus côté ventre, considéré comme valeur basse. Il pouvait être attribué lors d'une projection, une courte d'immobilisation au sol ou en sanction.
- Waza-ari (7 points)  « Il y a technique », il est attribué à la suite d'une projection où l'un des critères du ippon est manquant, une immobilisation ou en sanction. L'arbitre tend son bras droit sur le côté à l'horizontale, doigts tendus. Deux Waza-ari donnent la victoire. « Waza-ari awasete ippon », (victoire par waza-ari combinés). Durant une courte période (saisons 2016-2017 et 2017-2018), le cumule de waza-ari n’entraînait plus un ippon.
- Ippon (10 points) « Un point », il est attribué à la suite d'une projection dite « parfaite », immobilisation de l'adversaire jusqu'au terme du temps, debout ou au sol, par abandon de l'adversaire par soumission (à la suite d'un étranglement ou d'une clef de bras), le Ippon donne immédiatement la victoire et met fin au combat. L'arbitre tend son bras droit au-dessus de la tête, doigts tendus.

### Ne-waza (techniques au sol)
- Osae-komi : début d'immobilisation
- Toketa : sortie d'immobilisation

### Sanctions
- Shido (observation) : le premier avertissement est « gratuit » et oral, anciennement il donnait un Koka
- Chui (remarque) : 2e avertissement (donnait anciennement un Yuko)
- Keikoku (avertissement) : 3e avertissement dernier avant disqualification
- Hansoku-make (défaite par disqualification) : faute grave (disqualification de la compétition ou du combat) ou accumulation de trois fautes légères (disqualification du combat).

### Nouvelles répartitions des sanctions
- Shido (remarque) — avertissement pour faute, au nombre de trois au maximum.
- Hansoku-make (défaite par disqualification) — le troisième Shido donne Hansoku-make, disqualification par accumulation de fautes

N.B. : Le règlement d'arbitrage de 2017 prévoit directement un Hansoku-make s'il y a mauvais esprit du judo, saisie en dessous de la ceinture.

## Commissaires sportifs
Les commissaires sportifs sont des éléments indispensables à la tenue d'une compétition. Ils sont chargés de la logistique de la manifestation. Les fonctions du commissaire sont :
- Chronométrer : il doit prendre le temps de combat et suivre les instructions données par l’arbitre.
- Marquer : il inscrit au tableau de marque les valeurs données par l’arbitre.
- Tenir la table : il remplit le tableau ou la poule de déroulement des combats et appelle les judokas qui doivent combattre et ceux qui se préparent.
- Il s’occupe de la pesée et de l’inscription des combattants.
- Sans oublier le plus important, il se charge de la feuille de poules ou du tableau, c'est-à-dire qu'il se charge de l'ordre et des enchaînements des combats.

### Avantages
Le but dans un combat de judo a toujours été la recherche de l'ippon, soit la victoire directe par une technique efficace. En judo debout, cela se traduit selon quatre critères : chute largement sur le dos avec force, vitesse et contrôle. Cependant, la compétition étant ce qu'elle est, il faut pouvoir juger de l'efficacité d'une technique partiellement réussie, en attribuant des avantages plus ou moins importants selon des critères de réussite, cela afin de pouvoir départager les combattants à l'issue du combat. Ces critères sont la qualité de la projection et la position de réception de l'adversaire en combat debout, et le temps d'immobilisation en combat au sol (un abandon donne la victoire et fait bien souvent à la suite d'une technique d'étranglement ou de clé au coude réussie).
Les avantages à répartir sont le koka (disparu en 2008), le yuko (disparu en 2017), le waza-ari et l'ippon. C'est toujours l'avantage le plus fort qui l'emporte, ce qui veut dire qu'un waza-ari est plus fort que n'importe quel nombre de yuko. Lorsque le même combattant marque deux waza-ari, il gagne par waza-ari awasete ippon (waza-ari combiné donne ippon). Lorsque l'avantage le plus fort est le même pour les deux combattants, le vainqueur est celui qui en a le plus. Si c'est une égalité, on prend en compte l'avantage inférieur et ainsi de suite jusqu'au plus petit avantage.
L'attribution d'avantages debout ou au sol, demande toujours une part de jugement personnel de l'arbitre, ce qui veut dire que les décisions qu'il prend sont parfois contestables et contestées. Ce problème est en principe résolu grâce à l'aide des arbitres de coin, mais ce n'est malheureusement pas toujours le cas. En pratique, selon les règles officielles (et comme dans la plupart des sports) l'arbitre a toujours raison. Plus précisément, la décision validée par au moins deux des trois arbitres sur le tapis est incontestable. On trouve aussi, au niveau national, la présence de la vidéo, auquel l'arbitre central peut faire appel en cas de doute.
Dans ce cadre, l'autorité de l'arbitre est absolue. Quand bien même l'arbitre aurait « mal vu », et sa décision « fausse » par rapport à ce qui s'est réellement passé, de par le fait qu'il l'ait prononcée, cette décision deviendrait la seule réalité à laquelle les combattants devraient se conformer (il est toutefois possible de s'adresser à la fédération pour exprimer une contestation). Cela fait partie du respect, de la discipline et de l'obéissance que le judo tente d'enseigner. Aussi le judoka doit rester humble, à l'image de Jigorō Kanō qui a choisi de porter une ceinture blanche. De la part d'un judoka, contester une décision qu'un arbitre aurait prise à son sujet serait la chose la plus impolie, la plus vulgaire et la plus malvenue qui soit. L'arbitrage du judo est volontairement subjectif, mais du point de vue du résultat sportif, on peut considérer que statistiquement, les erreurs d'arbitrage s'annulent, et ne valent donc même pas la peine d'être mentionnées. Traditionnellement, à l'issue d'un combat, le judoka n'était pas non plus autorisé à exprimer de la joie ou de la tristesse vis-à-vis de sa défaite ou de sa victoire. L'influence des traditions sportives occidentales, en particulier depuis que le judo est devenu un sport olympique tend à changer tout cela.

## Sanctions

### Ancien système
Différentes pénalités s'accumulaient :
- la première, Shido, donnait un koka à l'adversaire ;
- la suivante, Chui, donnait un yuko à l'adversaire en éliminant le Shido précédent ;
- la troisième pénalité, Keikoku, donnait un Waza-ari à l'adversaire ;
- la quatrième pénalité, Hansoku-make, donnait la victoire à l'adversaire.

Si le Hansoku-make est dû à une faute grave qui y donne lieu immédiatement sans passer par les autres pénalités, il est éliminatoire de la compétition.

### Système depuis 2013
Depuis 2013, les différentes pénalités sont remplacées par des Shido qui s'accumulent.
- Les premiers et deuxièmes Shido (avertissement) sont sans sanction pour toutes les fautes.
- Le troisième Shido vaut une victoire de l'adversaire par ippon, entraîne l'élimination du fautif par Hansoku-make et la disqualification pour le combat.

En cas d'égalité à la fin du combat, l'arbitre donne la victoire à celui qui a le moins de Shido. S'il y a le même nombre de Shido, un golden score commence jusqu'à ce qu'une valeur ou pénalité soit donnée.
Pour les éliminations directes, jusqu'à 2005, la règle était la suivante : si un Hansoku-make est donné, il est éliminatoire non seulement du combat, mais aussi de la compétition. Depuis 2005, on distingue deux cas : les fautes graves volontaires, éliminatoires de la compétition, et les fautes graves involontaires, qui n'excluent que du combat.

### Fautes sanctionnées
Les deux premières pénalités sont données principalement pour des fautes de type : non-combativité (passivité), refus du combat (fuite ou sortie volontaire de la zone de combat), attitude excessivement défensive (bras tendus, buste complètement plié vers l'avant, saisie du judogi particulière non suivie d'une attaque), fausse attaque (et non pas une tentative avortée qui fait partie du combat), gestes interdits (doigts à l'intérieur de la manche, revers ou membre sur le visage de l'adversaire, prise « pistolet » (tenir le bout de la manche en le chiffonnant)…).
Les Hansoku-make sont donc donnés soit par accumulation de 3 Shido, ce qui peut signifier la non prise en compte de l'arbitre, des remarques faites à celui-ci, après une action mettant en danger l'adversaire ou soi-même, après des gestes ou un comportement contraire aux valeurs morales de l'esprit du judo. Les gestes dangereux sont nombreux mais faciles à éviter si le pratiquant recherche l'efficacité avant tout. Sont considérées comme dangereuses les actions suivantes : faire un ciseau de jambes autour du tronc, du cou ou de la tête seule de l'adversaire… Depuis 2010, en position debout, saisir le pantalon à une main ou deux mains pour bloquer ou pour attaquer est sanctionné par Hansoku-make (disqualification). La saisie du pantalon en enchaînement ou en contre prise était autorisée, mais interdite désormais (2013) en attaque directe et en contre. En particulier, une attaque directe en Kata-Guruma est interdite, bien que cette prise soit un mouvement du Gokyo.

#### Valeurs des techniques
- Ippon : donner plus de valeur, ne prendre en compte que les techniques ayant un réel impact au sol sur le dos.
- Toutes les situations en pont valent ippon.

#### Avantage décisif ouGolden score
En cas d'égalité à la fin du temps réglementaire initial, la victoire est donnée à celui qui marque le premier point du temps additionnel accordé.
- Hantei est supprimé, plus de limite de temps pour l'avantage décisif[7], le premier qui prend Shido ou qui marque un avantage gagne.

#### Actions pénalisées par shido
Le Shido, c'est le code de déontologie, qu'on retrouve dans le terme Bu-shi-do pour désigner le code des samouraï.
- Rompre la saisie avec 2 mains sur la main, le poignet, l'avant-bras ou la manche.
- Rompre la saisie de la manche avec son propre genou.
- Rompre la saisie en donnant un coup.
- Dominer physiquement le Kumi kata de son adversaire sans l'intention d'attaquer.
- Bloquer une main ou les deux sans intention réelle d'attaquer.
- La garde croisée, prise de la ceinture, garde unilatérale doit être suivie d'une action immédiate sinon SHIDO.
- Essayer de ne pas être saisi par l'adversaire (exemple : protection des revers).
- Ne pas s'engager en Kumi Kata rapide ou éviter d'être saisi.
- Ceinturer l'adversaire directement de face (prise de l'ours).
- Se déshabiller volontairement en retirant sa ceinture ou en retirant la veste de sa ceinture

### Actions pénalisées directement par hansoku-maké
- Donner une gifle (volontaire ou involontaire) en prise du kumi kata.
- Toutes les actions en nage waza (tachi waza et sutemi waza) en dessous de la ceinture avec une ou deux mains, un ou deux bras en attaque ou défense, telle qu'une combinaison, un blocage, une contre-attaque ou une liaison debout-sol.
- Effectuer une prise dangereuse (clef de poignet, kani basami…)
- Insulter son adversaire.

## Organisation d'une compétition de judo
La compétition est organisée, pour chaque catégorie d'âge et de poids, sous la forme d'un tournoi à élimination directe:
- Le vainqueur et le finaliste reçoivent respectivement la médaille d'or et la médaille d'argent.
- Pour l'attribution de la médaille de bronze, le système est un peu plus compliqué : contrairement à une croyance assez répandue, les perdants des demi-finales ne s'affrontent pas dans un match pour la troisième place. En fait, il y a deux médailles de bronze attribuées aux vainqueurs des deux matchs opposant chaque perdant d'une demi-finale au vainqueur d'une finale de repêchage[8].
- Le tournoi de repêchage (à élimination directe) a lieu entre les quarts de finale et les demi-finales (appelées généralement finales de tableau) : il oppose l'ensemble des judokas éliminés précédemment par l'un des demi-finalistes. Les quarts de finalistes sont donc automatiquement reversés dans le tournoi de repêchage mais les autres concurrents sont tributaires du parcours de leur vainqueur. Chaque concurrent intègre le tournoi de repêchage en fonction du stade où il a été éliminé du tournoi principal : le quart de finaliste entre ainsi à l'avant-dernier tour.
- Dans chaque combat pour la troisième place, les deux combattants comptent une seule défaite.